# Мырза-Аке
Мырза-Аке (кирг. Мырза-Аке, ранее — Мирза-Аки) — село на юге Киргизской Республики Узгенского района Ошской области. Село Мырза-Аке отличается от других сёл развитостью: в селе есть две больницы, где проводят несложные операции, сельская поликлиника, несколько десятков аптек, четыре школы, школа-интернат, школа медресе, центральный рынок.

## История
Основано в начале XX века русскими переселенцами. Первые самовольные переселенцы появились в 1901 году. В 1909 году официально основан новый русский посёлок Мирзака, население которого тогда составляло 574 человек.
С 26 февраля 1943 года по 29 октября 1958 года село Мирза-Аки являлось административным центром Мирза-Акинского района Ошской области.